# Милета Михајлов
Милета Михајлов (Зрењанин, 16. мај 1956) српски је политичар. Он је бивши градоначелник Зрењанина.

## Биографија
У родном граду завршио основну и средњу школу. Дипломирао на Медицинском факултету у Новом Саду, 1981. године.
Од 1986. ради на одсеку реуматологије зрењанинске Опште болнице „Др Ђорђе Јовановић“, а 1995. постаје шеф истог одсека.
2002. године именован је за директора Опште болнице „Др Ђорђе Јовановић“, а 2005. именован је за директора Здравственог центра Зрењанин.
Михајлов је на дужност градоначелника (као кандидат ДС) изабран 23. априла 2009. године, након што је дотадашњи градоначелник Горан Кнежевић разрешен.
На тој функцији је остао до избора 2012. године када је на његово место након избора дошао Горан Кнежевић, сада члан Српске напредне странке.